# Pieter van Senus
Pieter François van Senus (ur. 8 grudnia 1903 w Rotterdamie, zm. 23 września 1968 tamże) – holenderski pływak i piłkarz wodny, uczestnik igrzysk olimpijskich w 1924 w Paryżu i igrzysk olimpijskich w 1928 w Amsterdamie.
Podczas igrzysk olimpijskich w 1924 roku wystartował na dystansie 100 metrów stylem grzbietowym, lecz odpadł w pierwszej rundzie uzyskując czas 1:24,8.
Cztery lata później wziął udział w turnieju piłki wodnej mężczyzn na igrzyskach olimpijskich w Amsterdamie. Drużyna holenderskich waterpolistów dotarła do fazy ćwierćfinałowej zajmując piąte miejsce ex aequo z drużynami: amerykańską, belgijską i maltańską. 
Był bratem olimpijczyka, piłkarza wodnego Hana van Senusa.